# East Grand Rapids (Michigan)
Pour les articles homonymes, voir East Grand Rapids.
East Grand Rapids est une ville américaine du comté de Kent. Selon le recensement de 2000, elle compte 10 764 habitants. Elle fait partie de la banlieue de Grand Rapids et abrite l'un des meilleurs lycées du pays (East Grand Rapids High School). Son centre-ville piétonnier connu sous le nom de « Gaslight Village », se trouve sur la rive du Lac Reeds. Le 3 janvier 2007 fut donné un office pour les funérailles de l'ancien président américain Gerald Ford, dans la Grace Episcopal Church.